# Óscar Aizpeolea
Óscar Aizpeolea, a vegades escrit Oskar Aizpeolea (Colonia Barón, província de La Pampa, Argentina, 1949) és un director de cinema argentí d'origen basc.

## Trajectòria
El 1982 va escriure i dirigir el curtmetratge Como la sombra tenue de una hoja en el qual va actuar l'actriu Analía Gadé, el 1983 va ser ajudant de direcció en el curtmetratge La espera dirigit per Fabián Bielinsky i en 1984 va col·laborar en l'escenografia i vestuari de El juguete rabioso. El 1991 va dirigir el seu primer llargmetratge, Loraldia (El tiempo de las flores) . El 2001 va dirigir La rosa azul  en la que novament hi va participar Analía Gadé, a las que seguiren El fuego y el soñador (2003) i Apocalipsis, 13, una experiència teatral que el 2003 va filmar en 13 dies al Teatro Colonial, d’Avellaneda.
Oscar Aizpeolea va ser homenatjat en el XVIII Festival de cinema gai i lèsbic de 2003 realitzat en Torí.